# Ariel Atias (Leichtathlet)
Ariel Atias (hebräisch אריאל אטיאס; * 9. Mai 1999 in Haifa) ist ein israelischer Leichtathlet, der sich auf den Zehnkampf spezialisiert hat und in dieser Disziplin Inhaber des israelischen Landesrekordes ist.

## Sportliche Laufbahn
Erste Erfahrungen bei internationalen Meisterschaften sammelte Ariel Atias im Jahr 2015, als er bei den Jugendweltmeisterschaften in Cali mit einer Weite von 16,52 m mit der 5-kg-Kugel in der Qualifikationsrunde ausschied. Anschließend gewann er beim Europäischen Olympischen Jugendfestival (EYOF) in Tiflis mit 17,67 m die Silbermedaille im Kugelstoßen. 2017 gelangte er bei den U20-Europameisterschaften in Grosseto mit 6731 Punkten auf den 17. Platz im Zehnkampf und im Jahr darauf musste er seinen Wettkampf bei den Balkan-Meisterschaften in Stara Sagora vorzeitig beenden. Auch bei den Balkan-Meisterschaften in Prawez musste er vorzeitig aufgeben und 2020 begann er ein Studium an der Illinois State University in den Vereinigten Staaten. 2022 verbesserte er den israelischen Landesrekord im Zehnkampf auf 7343 Punkte und anschließend gewann er bei den Balkan-Meisterschaften in Craiova mit 7163 Punkten die Silbermedaille hinter dem Griechen Aris-Nikolaos Peristeris. Im Jahr darauf wurde er bei der 3. Liga der Team-Europameisterschaft im Rahmen der Europaspiele in Chorzów mit 1,90 m Erster im B-Finale im Hochsprung und gelangte im Speerwurf mit 57,99 m auf den sechsten Platz. Anschließend musste er seinen Wettkampf bei den Balkan-Meisterschaften in Kraljevo vorzeitig beenden.
2022 wurde Atias israelischer Meister im Speerwurf sowie 2023 im Zehnkampf.

## Persönliche Bestleistungen
- Hochsprung: 1,97 m, 14. Juni 2020 in Tel Aviv-Jaffa
- Speerwurf: 64,42 m, 6. Juli 2023 in Tel Aviv
- Zehnkampf: 7343 Punkte, 14. Mai 2022 in Des Moines (israelischer Rekord)
  - Siebenkampf (Halle): 5352 Punkte, 28. Februar 2022 in Chicago